# Kruthuset på Hundudden

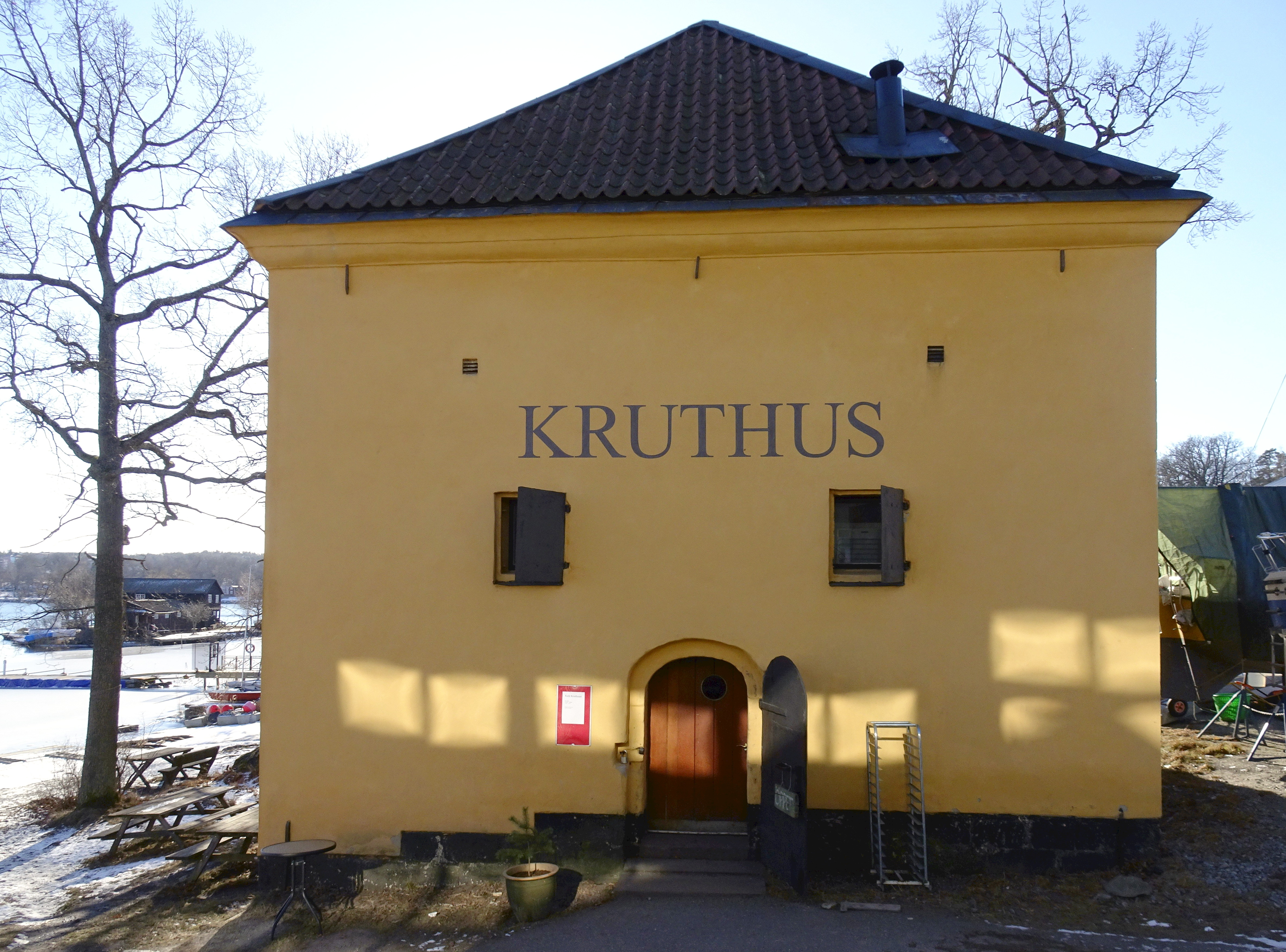
Kruthuset på Hundudden, 2017.

Kruthuset på Hundudden (Kruthus N:o 2) är ett före detta kruthus som ligger vid Hunduddsvägen 57 på Hundudden på Södra Djurgården i Stockholm. Huset härrör från 1697 och innehåller numera en liten servering. Byggnaden är blåklassat av Stadsmuseet i Stockholm, vilket innebär att bebyggelsens kulturhistoriska värde av stadsmuseet anses motsvara fordringarna för byggnadsminnen i Kulturmiljölagen.

## Allmänt
På Djurgården fanns flera kruthus, bland annat på Framnäs udde och på Blockhusudden samt på Nedre Manilla. Det senare härrörde från 1790-talet och kallades ”Kruthus N:o 1” och blev en del i byggnaden Nedre Manilla som ritades 1909 av Ferdinand Boberg. Kruthusen på Framnäs och Blockhusudden existerar inte längre. Det enda som finns kvar i nästan ursprungligt skick är ”Kruthus N:o 2” på Stora Hundudden.

## Hunduddens kruthus

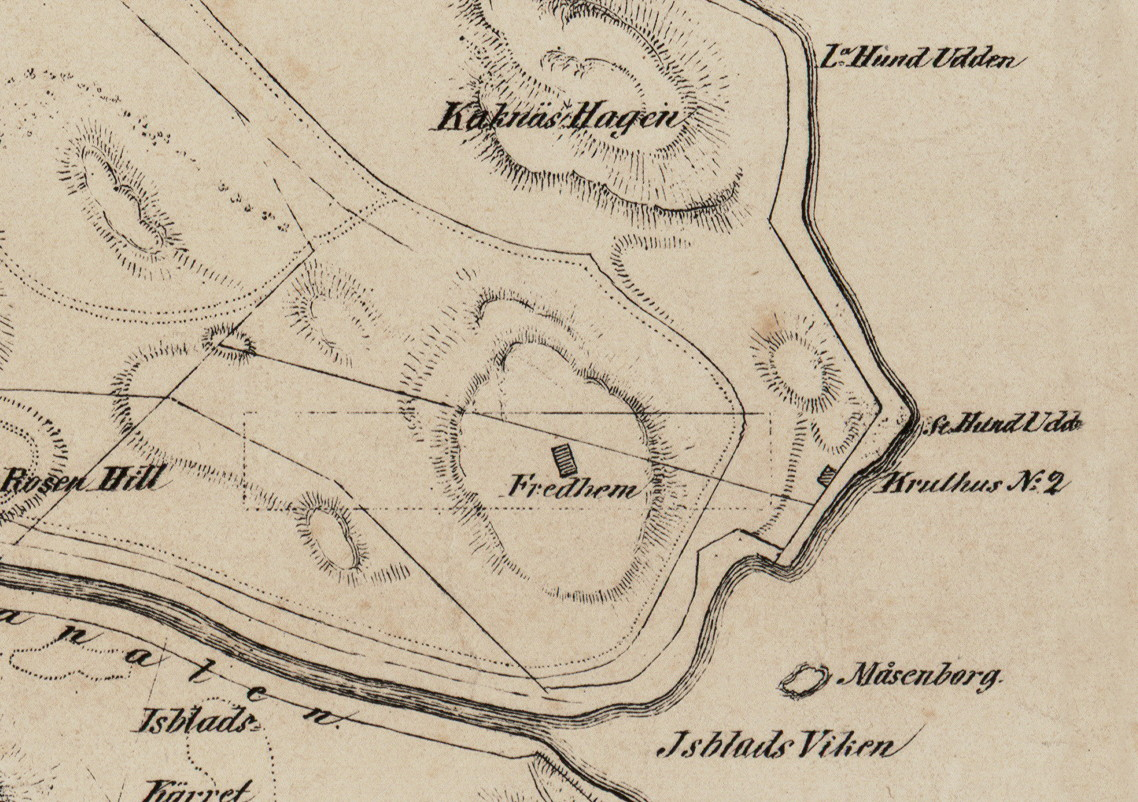
"Kruthus N:o 2", 1845.

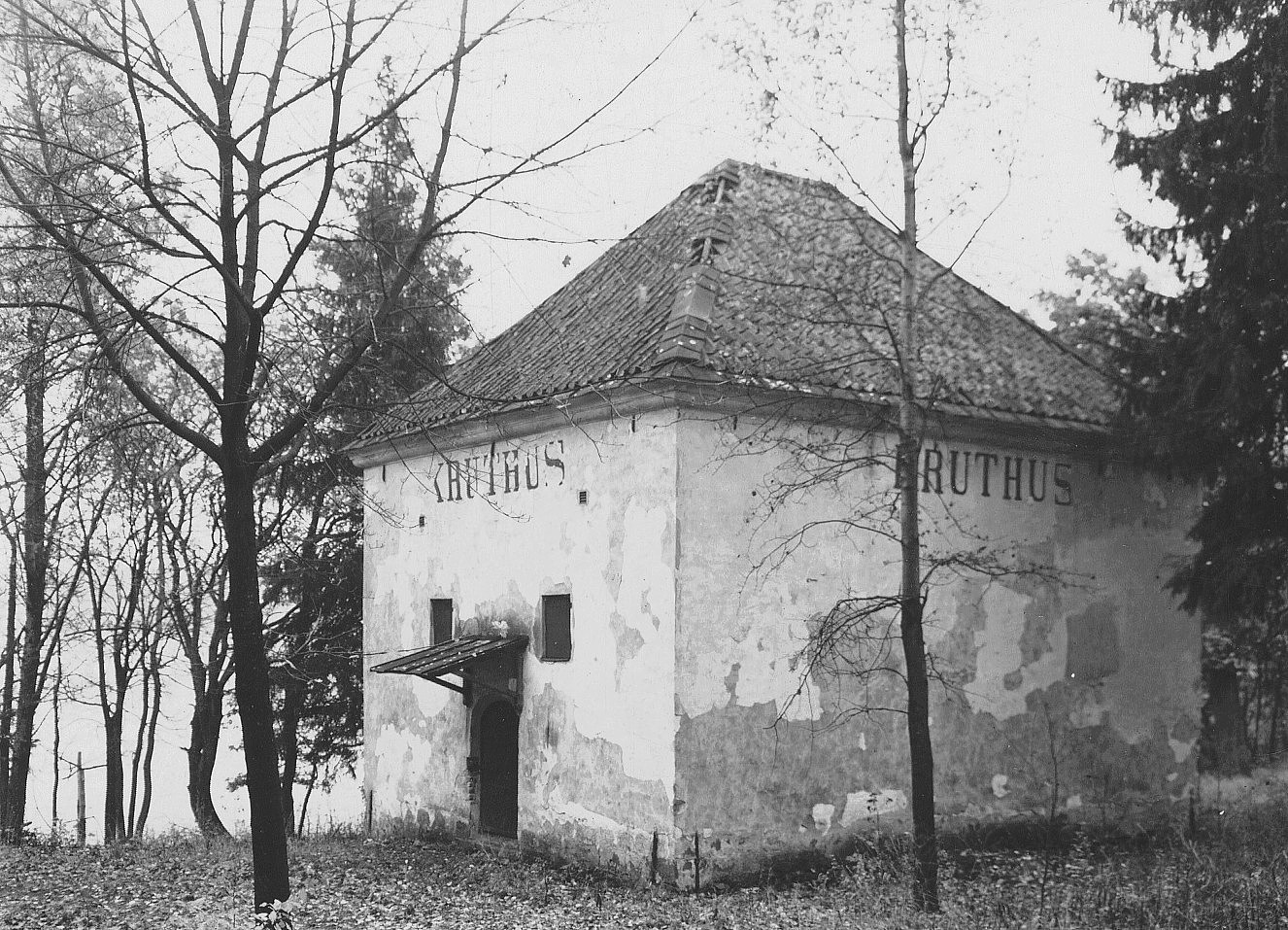
Kruthuset på Hundudden, 1953.

Byggnaden vid Lilla Värtans strand uppfördes i slutet av 1600-talet för kung Karl XI efter ritningar av fortifikationsarkitekten Erik Dahlbergh. Platsen hade strategisk betydelse som en förpost vid ett eventuellt fientligt anfall över Östersjön. Kruthuset på Hundudden var, liksom övriga kruthus på Djurgården, en del i Stockholms fasta försvar. 
Det är ett putsat stenhus med tjocka väggar, små fönsteröppningar och högt i tak med synliga takbjälkar. Fönstren är försedda med järnluckor och entrédörren består av kraftig järnplåt. Taket är ett brant, valmat och tegeltäckt sadeltak. I byggnaden förvarades krut och ammunition. 
På 1950-talet var byggnaden kraftigt nergången. I mitten av 1960-talet restaurerades huset och nyttjades därefter som klubbhus av Vikingarnas Segel Sällskap (VSS) som har sin marina i anslutningen. I början på 2000-talet inrättades en mindre servering i huset som kallar sig Kafé Kruthuset.

## Nutida bilder

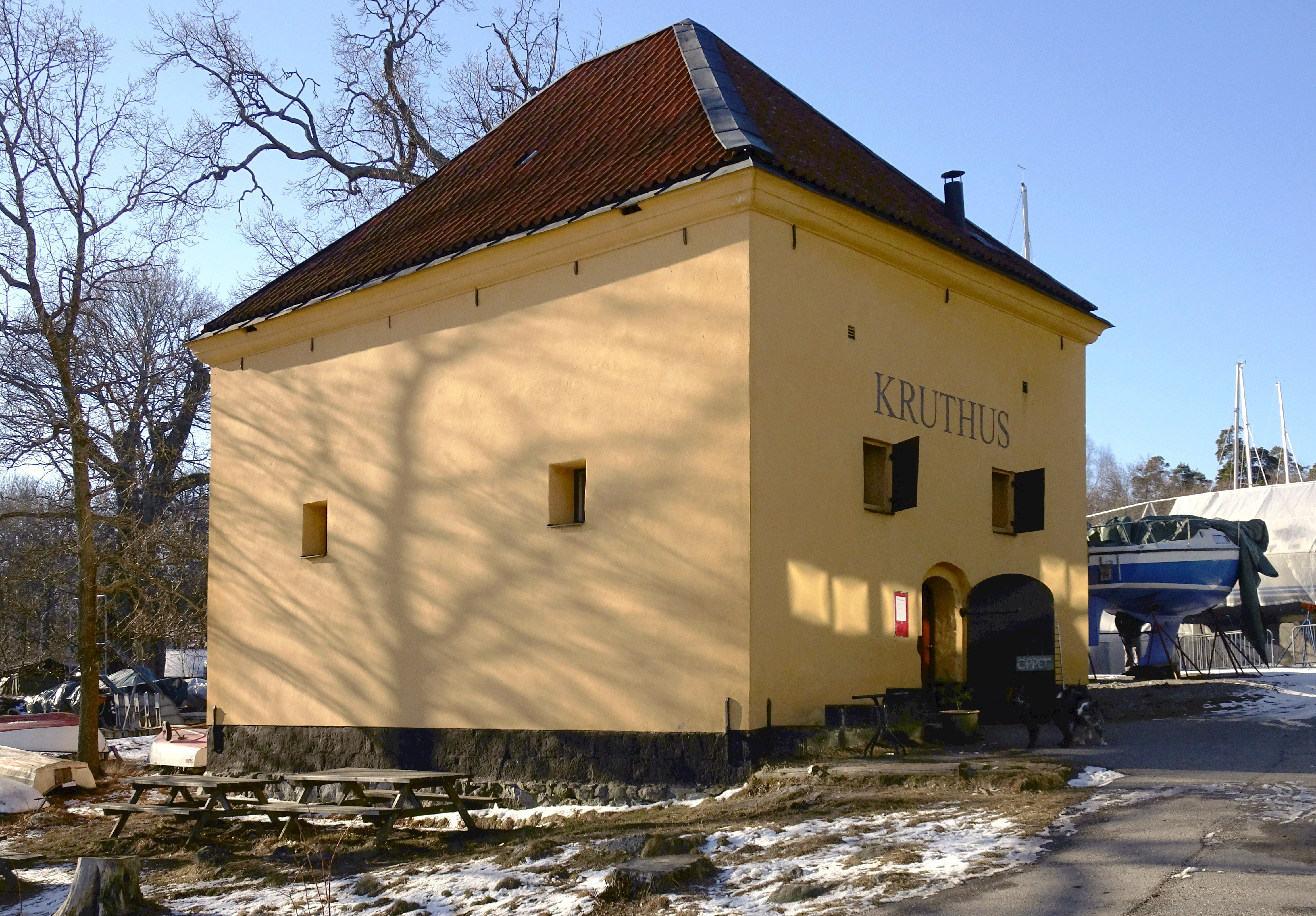
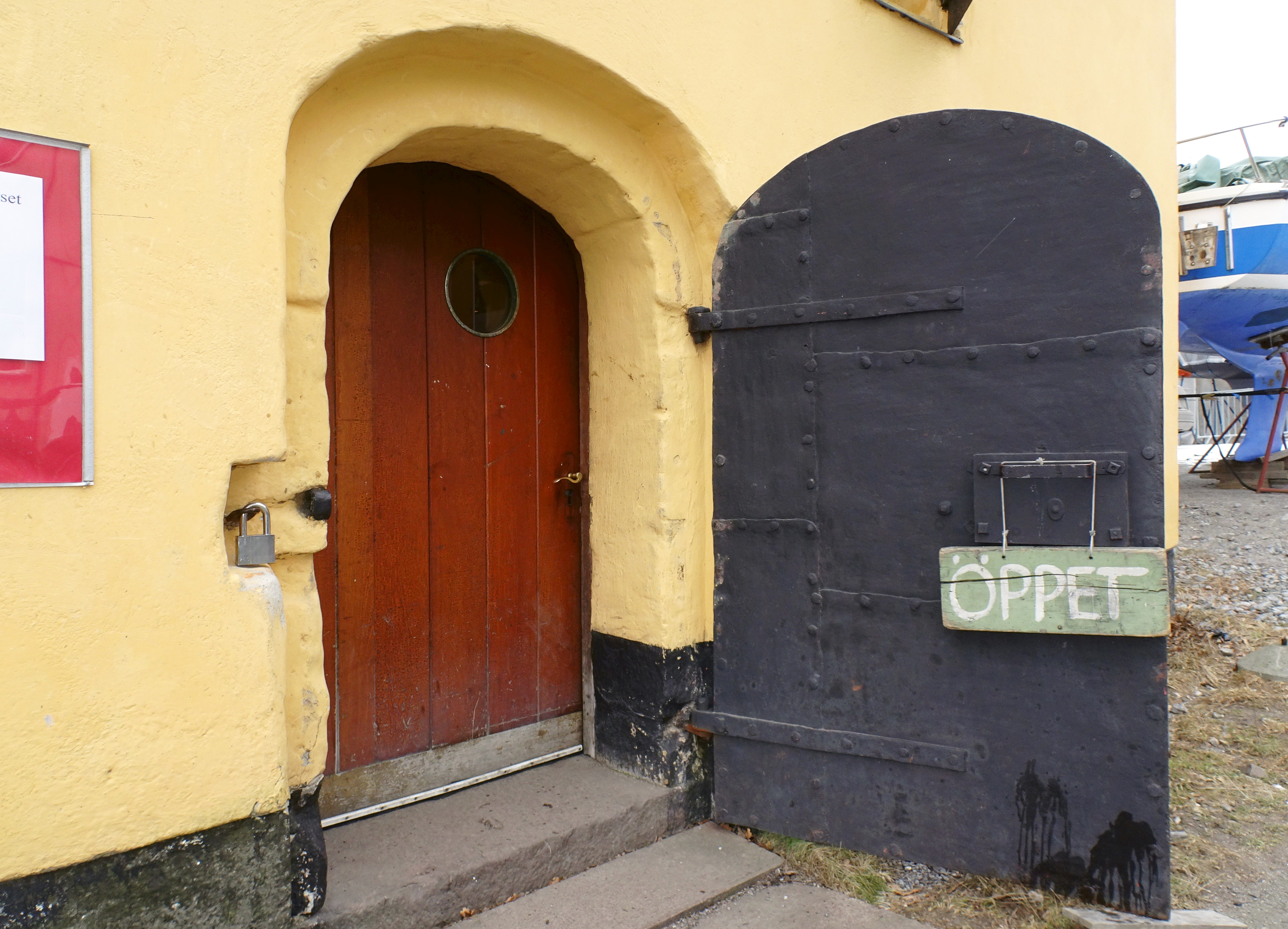
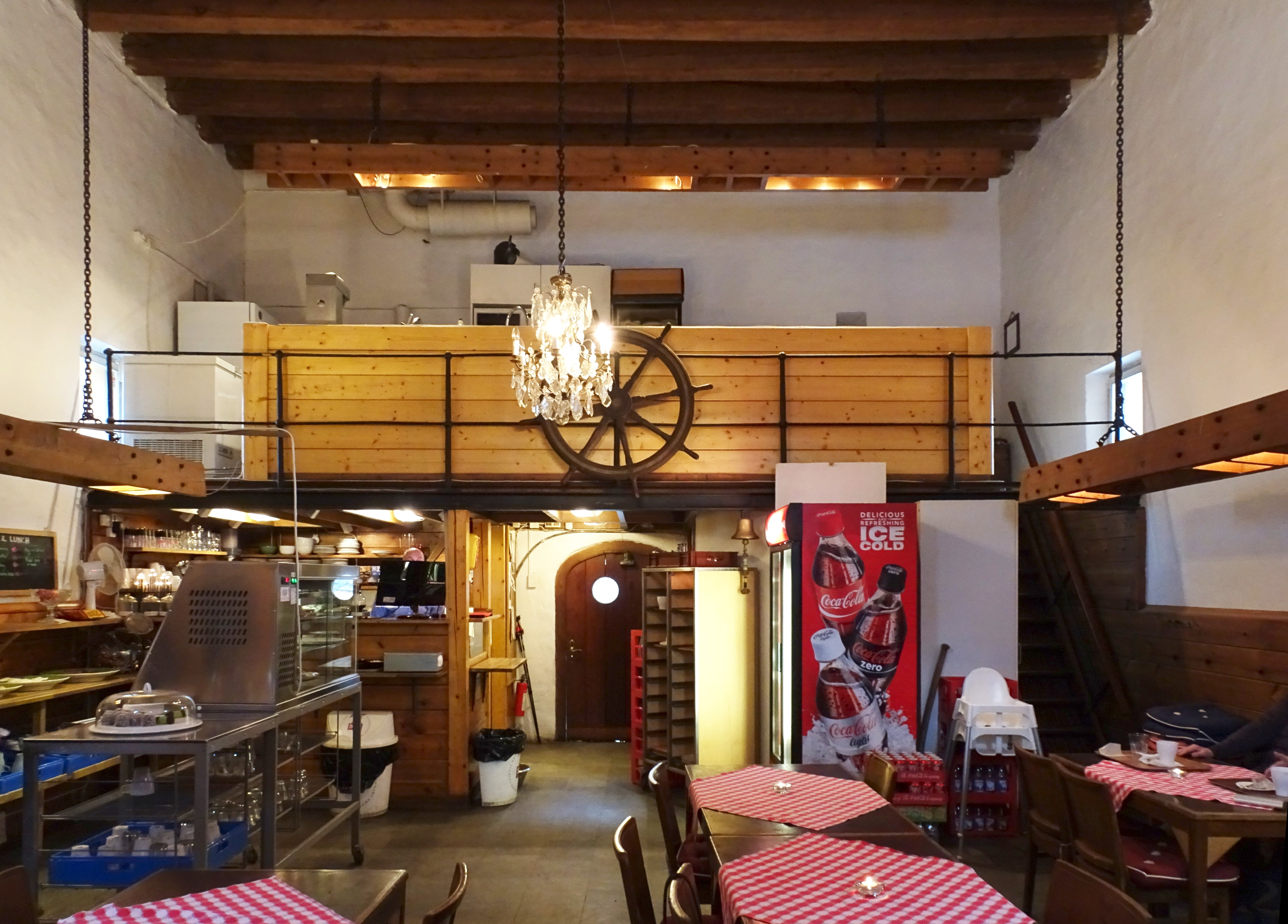
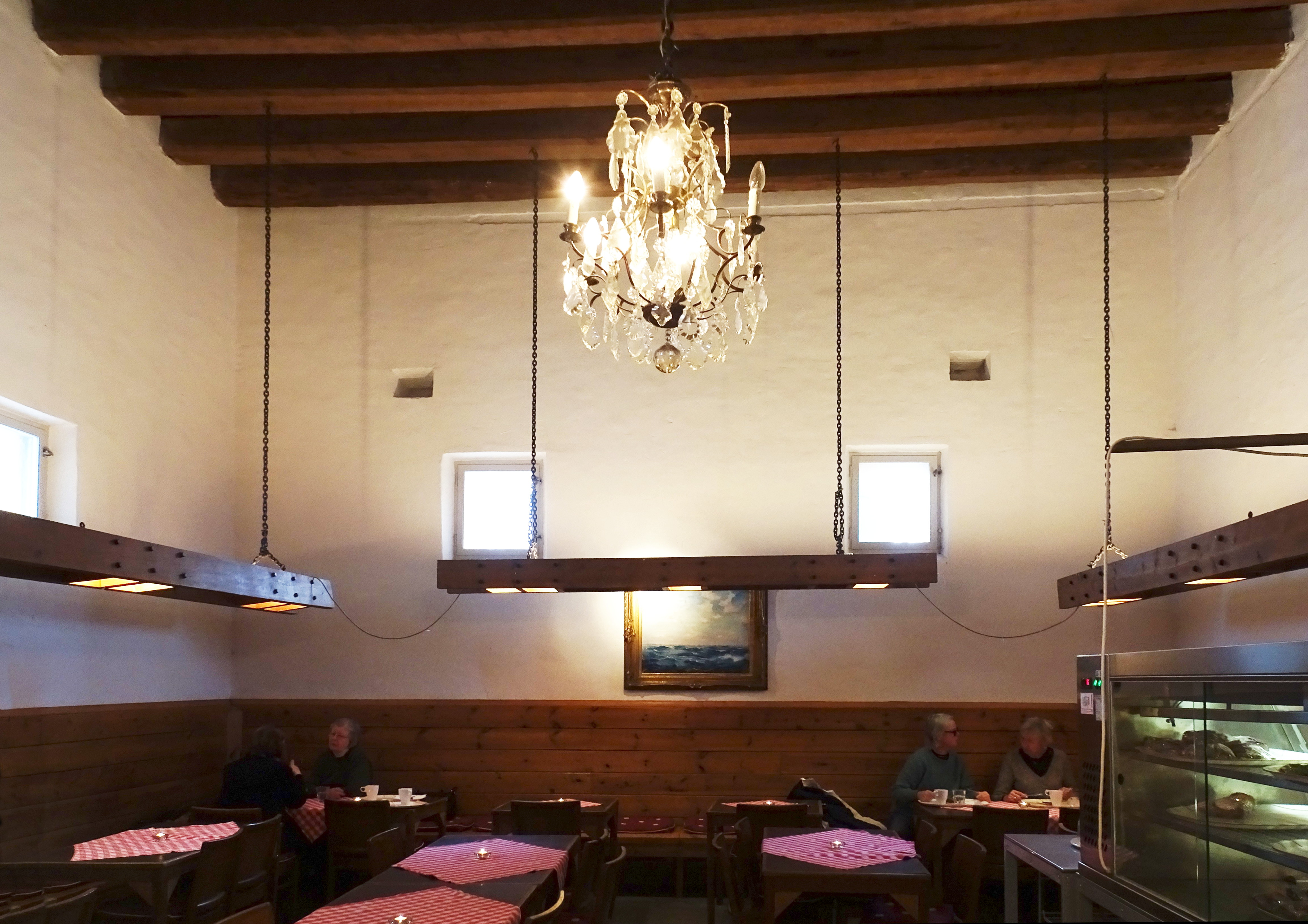